# Hurricane No. 1
Gli Hurricane No. 1 erano una band indie/Britpop costituita nel 1996 dall'ex vocalist e chitarrista dei Ride Andy Bell, dal cantante e chitarrista Alex Lowe, dal bassista Will Pepper e dal batterista Gareth Farmer.
Scritturati dalla Creation Records (insieme con altre band dalle sonorità affini quali Oasis, The Jesus and Mary Chain e Primal Scream), pubblicarono l'album di debutto, Hurricane #1, nel 1997. Il primo singolo estratto dal disco, Step Into My World, raggiunse la posizione numero 29 della Official Singles Chart (un remix del brano raggiunse poi il 19º posto nel 1997). Altri singoli di minore successo erano Just Another Illusion e Chain Reaction. L'altro singolo trasformatosi in una vera hit fu Only The Strongest Will Survive, che si spinse sino al 19º posto nel 1998 e che dava il nome al secondo album del gruppo, Only The Strongest Will Survive.
Bell lasciò la band nel 1999 per divenire il chitarrista dei Gay Dad. Di lì a poco divenne bassista degli Oasis. Nel 2004 fu pubblicata la compilation Step Into My World, consistente in due CD.
L'ex cantante e chitarrista degli Hurricane numero 1 Lowe ha intrapreso la carriera da solista, nel corso della quale ha prodotto tre album. Nel 2007 Lowe annunciò un nuovo progetto chiamato Garage Flowers e l'uscita di un singolo, Where To Begin, lanciato solo su iTunes.

## Discografia

### Album
- Hurricane #1 1997 - UK numero 11
- Only the Strongest Will Survive 1999 - UK numero 55[1]

### EP
- Step Into My World EP 1997
- Step Into My World (mixes) 1997

### Compilation
- Step Into My World (Anthology) 2004

### Singoli
- Step Into My World 1997 - UK numero 29
- Just Another Illusion 1997 - UK numero 35
- Just Another Illusion (mix) 1997
- Chain Reaction 1997 - UK numero 30
- Chain Reaction (mix) 1997
- Only The Strongest Will Survive 1998  - UK numero 19
- Only The Strongest Will Survive (mix) 1998
- Rising Sign 1998 - UK numero 47
- Rising Sign (mixes) 1998
- The Greatest High 1999 - UK numero 43
- The Greatest High (mix) 1999
- Remote Control 1999
- Remote Control (mix) 1999[1]